# Semion Ignàtiev
Semion Denísovitx Ignàtiev (en rus Семён Денисович Игнатьев) (Karlivka, Ucraïna, 14 de setembre de 1904 – Moscou, 27 de novembre de 1983) va ser un polític soviètic.
Ignàtiev era fill d'una família camperola. Entre 1914 i 1919 va treballar al ferrocarril de Bukharà i des de 1919 és membre del Komsomol regional de l'Amudarià. Des de 1920 comença a treballar als òrgans de la Txekà. S'afilià al Partit Comunista el 1926. Durant la major part de la seva carrera va ser un discret apparàttxik que serví com a Secretari del Partit a les repúbliques autònomes de Buriàtia i Baixkíria, més endavant a Belarús i, finalment, a l'Uzbekistan. El 1950 va ser cridat a Moscou, car Stalin el volia per contrarestar la influència de Lavrenti Béria i de Víktor Abakúmov, els dos principals oficials de la policia secreta en aquells moments.
El 1951 va ser escollit per Stalin per substituir Abakúmov com a ministre de l'MGB, el departament encarregat de la seguretat de l'Estat. Durant la seva estada al capdavant de la policia secreta, Ignàtiev investigà el Complot dels Metges i ajudà a propagar l'antisemitisme a la Unió Soviètica, seguint les ordres directes de Stalin.
Entre 1952 i 1961 va ser membre del Comitè Central del PCUS. També va ser membre durant un breu període del Presídium del Comitè Central del PCUS (anteriorment anomenat Politburó), durant els darrers mesos de vida de Stalin.
Immediatament després de la mort de Stalin, Ignàtiev va perdre la major part del seu poder, i Béria va absorbir el MGB al seu MVD el 5 de març de 1953. Ignàtiev va ser enviat altre cop a Baixkíria i acabà la seva carrera política com a Secretari del Partit a la República Socialista Soviètica Autònoma de Tartària, abans de retirar-se el 1960.
A diferència de Béria i d'Abakúmov, que van ser executats el 1953, Ignàtiev va ser l'únic cap de la policia secreta de Stalin que va gaudir d'una mort pacífica. Va morir a Moscou el 1983 i va ser enterrat al cementiri de Novodévitxi, juntament amb altres membres de l'elit soviètica.
Va ser condecorat amb quatre ordes de Lenin.